# غرمايسر (كجيد)
غرمایسر (بالفارسية: گرمایسر) هي قرية تقع في إيران في قسم کجيد الريفي. يقدر عدد سكانها بـ 30 نسمة بحسب إحصاء 2016.